# Niña en cuna con mariposa (Rotta)
Niña en cuna con mariposa (en idioma italiano: Bambina in culla con farfalla) es una pintura al óleo en óvalo dentro de un marco que mide 76 X 75 centímetros, realizada por Antonio Rotta en 1860 y que, actualmente, se expone en el Museo Bottacin (inv. 51) en Padua.